# درجة تخصص
درجة التخصص هي درجة علمية في الجامعة تعادل الماجستير وتستخدم هذه الدرجة بصفة خاصة في جامعة الأزهر، يسبقها درجة الإجازة العالية وهي تعادل الليسانس أو البكالوريوس، ويليها درجة عالمية وتعادل الدكتوراه.

## وصلات خارجية
- الموقع الرسمي لجامعة الأزهر.